# Doggywood
Doggywood è una sitcom italiana che racconta le avventure di tre cani 'talent scout' per cercare degli animali per i loro film. La serie debutta su Disney Channel (Italia) l'11 febbraio 2013. I protagonisti di questa sitcom italiana sono coloro che doppiano i personaggi di questa serie: Francesco Pannofino (Spam), Nello Iorio (Duke) e Debora Villa (Destiny).

## Episodi
| Stagione       | Episodi | Prima TV ITA |
| -------------- | ------- | ------------ |
| Prima stagione | 18      | 2013         |